# Wind River, Yukon
Wind River är ett vattendrag i Kanada.   Det ligger i territoriet Yukon, i den nordvästra delen av landet, 4 200 km väster om huvudstaden Ottawa.
Trakten runt Wind River är nära nog obefolkad, med mindre än två invånare per kvadratkilometer.